# Phyllanthus abditus
Phyllanthus abditus är en emblikaväxtart som beskrevs av Grady Linder Webster. Phyllanthus abditus ingår i släktet Phyllanthus och familjen emblikaväxter. Inga underarter finns listade i Catalogue of Life.